# Amstel Blond
Amstel Blond (of Amstel Blond 4.0) is een Nederlands bier van het merk Amstel.
Het bier wordt gebrouwen sinds 2012 in Zoeterwoude door Heineken en heeft een alcoholpercentage van 4,0%.
Doordat het bier een lager alcoholpercentage heeft, worden er minder accijns op geheven dan op bijvoorbeeld pilsener.